# Entre Picos de Reda
Entre Picos de Reda es una localidad caboverdiana del municipio de Santa Catarina.

## Geografía
La localidad está situada en la isla de Santiago.

## Organización territorial
La localidad abarca los lugares y barrios de:
- Entre Picos de Baixo
- Entre Picos de Cima
- Entre Picos de Meio